# بيرت كيلي (قائد فرقة)
بيرت كيلي (بالإنجليزية: Bert Kelly)‏ هو عازف جاز أمريكي، ولد في 2 يونيو 1882 في سيدار رابيدز في الولايات المتحدة، وتوفي في يناير 1968 في لونغ بيتش في الولايات المتحدة.

## وصلات خارجية
- بيرتن كيلي على موقع ميوزك برينز (الإنجليزية)